# ОШ „Милан Ракић” Карановац
ОШ „Милан Ракић” је основна школа у Карановцу, Град Бања Лука. Налази се на адреси Карановац бб. Име је добила по Милану Ракићу, српском књижевнику, пјеснику и дипломати.

## Историјат
Основна школа "Милан Ракић" налази се у засеоку Карановац. Године 1927. у кући Лазара Лакетића у Карановцу организована је настава коју је похађало 40 ученика. Први учитељ био је Владимир Пејовић. На иницијативу мјештана 1932. саграђен је школски објекат са двије учионице, а 1941. школа је запаљена. Током Другог свјетског рата настава није извођена, а послије 1945. организована је у кући Косте Кајкута. На темељима старе школе, 1951. саграђен је нови школски објекат, са двије учионице и станом за учитеља. Објекат је оштећен у земљотресу 1969, а годину дана касније је саниран и тада је школа постала петогодишња, у саставу ОШ "Заим Исаковић" (основане
1960) у бањолучком насељу Новоселија. Школа у Карановцу прерасла је у осмогодишњу школске 1973/1974, када је имала 285 ученика. У нови школски објекат пресељена је 1976. и постала је самостална основна школа, под називом "25. мај". Те године је, заједно са подручним четворогодишњим школама у селима Бастаси и Љубачево, имала је 505 ученика. У Љубачеву се настава одвијала од 1952, а 1960. саграђена је школска зграда. Подручна школа у Бастасима почела је да ради 1958, а угашена је 1997/98. године. Школске 2000/2001. у састав централне школе у Карановцу ушла је и осмогодишња школа у насељу Новоселија. ОШ "Милан Ракић" у Карановцу од 1993. носи садашњи назив. Школске 2021/2022, заједно са подручном деветогодишњом школом у Новоселији и петогодишњом у Љубачеву, имала је 280 ученика, 34 наставника, два вјероучитеља православне и једног исламске вјеронауке. Школа има спортску салу и спортске терене. Школска библиотека је бројала око 18.000 књига (2021/2022). Од 2005. излази школски лист "Божур".